# ヨーロッパハタリス
ヨーロッパハタリス（Spermophilus citellus）は、哺乳綱齧歯目リス科ジリス属に分類される齧歯類。

## 分布
ウクライナ、オーストリア、北マケドニア、ギリシャ、スロバキア、セルビア、チェコ、トルコ、ハンガリー、ブルガリア、モルドバ、ルーマニア。クロアチア、ドイツでは絶滅。ポーランドには再導入。

## 形態
体長17.6 - 23センチメートル。尾長3.8 - 7.4センチメートル。体重0.2 - 0.4キログラム。背面は灰褐色で、黄白色の斑点が入る。眼の周囲は白い。腹面は黄色い。

## 生態
標高900 - 2,500メートルにある、放棄された牧草地や刈り入れされた農耕地などの食性の乏しい開けた環境に生息する。薄明薄暮性。地下1メートルの深さにある直径16 - 25センチメートルの巣室と、最大5つの出入り口がある4.5メートルに達するトンネルからなる巣穴の中で単独生活する。冬季になると巣穴で冬眠し、南部個体群は夏季に休眠する。
草本、根、液果などを食べる。食物を頬袋に詰め込み、巣穴に運んで貯蔵する。
繁殖形態は胎生。冬眠が明けて1週間以内に交尾を行う。妊娠期間は25 - 26日。1回に2 - 9頭の幼獣を年に1回だけ産む。幼獣は生後20日で開眼し、生後1か月で地表に出るようになる。

## 人間との関係
本種に適したステップ草原や放牧地が農地や林に変えられたり、放牧地が放棄されて背の高いイネ科草本の草原や灌木の見られる環境に逆戻りしたりしていることが本種にとっての脅威である（Kryštufek (1999)）。

## 関連文献
英語:
- Kryštufek, B. (1999). “Spermophilus citellus”. In A. J. Mitchell-Jones, G. Amori, W. Bogdanowicz, B. Kryštufek, P. J. H. Reijnders, F. Spitzenberger, M. Stubbe, J. B. M. Thissen, V. Vohralík and J. Zima. The Atlas of European Mammals. London, UK: Academic Press. pp. 190–191